# Marshall Hain
Marshall Hain was een Brits pop-duo met als leden Julian Marshall (keyboards) en Kit Hain (zang/basgitaar).
In 1976 begonnen ze hun muzikale samenwerking, ze schreven nummers en traden op. In 1978 brachten ze de single Dancing in the city uit, een productie van producer Christopher Neil, en het nummer werd een internationaal succes. In thuisland Engeland werd de derde plaats bereikt, en in onder andere de Musikmarkt Top 50 (Duitsland) en Australië bereikten ze de nummer één positie.
In Nederland werd de plaat veel gedraaid op Hilversum 3 en werd een radiohit. De single bereikte in zowel de Nederlandse Top 40, Nationale Hitparade als de TROS Top 50 de top 20 en in de Amerikaanse Billboard Hot 100 was #43 hun hoogste positie. De opvolgende single Coming home bereikte alleen in thuisland Engeland de hitparade en bleef steken op #39 in de UK Singles Chart. Ook hun uitgebrachte album werd matig verkocht en Marshall en Hain verbraken hun samenwerking.

## Kit Hain
Kit Hain (Cobham (Surrey), 15 december 1956) leerde Marshall al kennen tijdens hun schooltijd op Dartington Hall School in Plymouth. Ze studeerde psychologie aan de Durham University in Durham en hield zich daarnaast bezig met folkmuziek, ze zong en ze schreef zelf nummers. Na haar studie richtte ze zich op jazzmuziek en vestigde zich in Londen. Ze ontmoette Marshall op deze wijze opnieuw en ging met hem samenwerken.
Na hun samenwerking ging Hain solo verder. In 1981 bracht ze het nummer Danny uit, met producer Mike Thorne en bereikte in de Nederlandse Top 40 de 27e plaats. Ze
nam twee solo-albums (elpees) op. In 1981 bracht ze Spirits walking out uit en in 1983 volgde School for spies. Hierna ging ze in 1985 in New York wonen.
Ze bleef actief als songwriter en onder andere Peter Cetera, Cher, Roger Daltrey, Barbara Dickson, Kiki Dee, Fleetwood Mac, Chaka Khan, Trijntje Oosterhuis en wijlen Selena namen nummers van haar op. Ook schreef ze samen nummers met onder andere Ann en Nancy Wilson van de Canadese groep Heart en Aimee Mann ('Til Tuesday).
In 2007 en 2008 was ze op het Belgische SongCity waar ze onder andere samenwerkte met Sacha Skarbek (Poison van Stan Van Samang), Guillaume Devos en Milow (the ride).

## Julian Marshall
Julian Marshall (Exeter) vestigde zich na zijn schooltijd in Londen om op de Royal College of Music te studeren. Hij speelde jazzmuziek en richtte een band op en op deze wijze ontmoette hij in een Londense jazzclub Hain opnieuw. Na de samenwerking met Kit Hain maakte hij in 1979 deel uit van de groep The Flying Lizards waarmee hij in Nederland een klein succesje met het nummer Money scoorde. Hierna vormde hij met zangeres Deborah Berg het duo Eye to Eye met wie hij twee albums opnam. Later werd hij docent.

## Discografie

### Singles
| Single met eventuele hitnotering(en) in de Nederlandse Top 40 | Datum van verschijnen | Datum van binnenkomst | Hoogste positie | Aantal weken | Opmerkingen |
| ------------------------------------------------------------- | --------------------- | --------------------- | --------------- | ------------ | ----------- |
| Dancing in the city                                           | 1978                  | 05-08-1978            | 7               | 10           |             |
| Coming Home                                                   | 1978                  | 21-10-1978            | tip             |              |             |

### NPO Radio 2 Top 2000
| Nummer met noteringen in de NPO Radio 2 Top 2000 | '99  | '00  |
| ------------------------------------------------ | ---- | ---- |
| Dancing in the city                              | 1990 | 1764 |

1. ↑  Een vetgedrukt getal geeft de hoogste notering aan.
2. ↑  Deze tabel is bijgewerkt tot en met de laatste editie (2024).